# 程千里
程千里（?—757年），唐代京兆万年县人。
身高七尺，勇猛有力。屡建奇功，官至安西（治今甘肃临潭县东）副都护。天宝十一年（725年），入京，任御史中丞。天宝十四载（755年）冬，安禄山起兵叛乱，程千里在河东地区招募士兵，任河东节度副使、云中（治今山西大同市）太守。
天宝十五载正月，升任上黨郡（治今山西长治市）长史、特进。叛军多次进攻上黨，都被程千里打败。至德二年（757年）九月丁丑（初二），蔡希德包围上党城，程千里自恃骁勇，想要活捉蔡希德，率领百名骑兵出城。敌军救兵突然赶到，程千里退回，不料吊桥塌坏，落入城河被俘。程千里仰首告於城上諸將：“非吾戰之過，此天也，為我報諸將士，乍可失帥，不可失城。”程千里被押送洛阳。安庆绪给他安排了特进的職務，又把他囚禁在客舍中。安庆绪從苑門败走时，嚴莊殺害哥舒翰、程千里等三十餘人。

## 延伸阅读
[在维基数据编辑]
 《舊唐書·卷187下》，出自刘昫《舊唐書》
 《新唐書·卷193》，出自《新唐書》